# Arachnodes vicinus
Arachnodes vicinus là một loài bọ cánh cứng trong họ Bọ hung (Scarabaeidae).